# 天国への階段 (レッド・ツェッペリンの曲)
「天国への階段」 (てんごくへのかいだん、Stairway to Heaven) は、イギリスのロックグループ、レッド・ツェッペリンの代表曲。ジミー・ペイジとロバート・プラントによる共作。1971年に発表された。レコードでの演奏時間は約8分。

## 来歴
ペイジは1970年中に、「静かに始まって徐々に盛り上がってゆく長い曲」という言葉で早くもこの曲の構想を明らかにしている。一部の推定では、同年春、ペイジとプラントとがウェールズのコテジ、ブロン・イ・アーに滞在中にこの曲のアイデアを得たとしている。具体的な作曲作業は1971年初め、彼らが4枚目のアルバム作成のために合宿した、ハンプシャーの古邸宅ヘッドリィ・グランジで進められた。ペイジが提示したコード進行をもとにジョン・ポール・ジョーンズとともにベーシック・トラックを作成。リハーサル中にプラントは次々と歌詞を書き上げた。ヘッドリィ・グランジで録音された数次にわたるリハーサルの音源が存在し、海賊版として流通している。
2023年4月12日、アメリカ議会図書館より、永久保存録音物として全米録音資料登録簿へ登録されることが発表された。

## レコーディング
最終的なレコーディングはロンドンのアイランド・スタジオで、アンディ・ジョーンズによって行なわれた。
レコーディング・エンジニアのリチャード・ディグビー・スミスの証言によると、発表されたのはテイク2である。テイク1収録後、ペイジだけが満足せずに録り直しを提案し、ジョン・ボーナムはムッとした表情を浮かべながらもスタジオに入り直した。テイク2をプレイバックした後、ボーナムはペイジと抱き合い「君が正しかったな」と言ったという。

## 構成
「天国への階段」はイ短調、4/4拍子、三部構成の曲である。第一部はアコースティック・ギター(Hormony Sovereign H1260 1962年製)のアルペジオとリコーダーとで演奏される静かなパート。12小節からなる序奏の後、ヴォーカルが4小節の小楽節からなる美しいメロディーを四度繰り返し歌う。第二部ではリコーダーが退いてエレクトリック12弦ギターとエレクトリック・ピアノが加わり、コードおよびアルペジオを利用したリフを奏でる。この間、ヴォーカルは第一部と同じメロディを四度繰り返し歌う。第二部の後半からはエレクトリック・ベースとドラムスとが加わり、ヴォーカル・メロディーも新しいものとなるが、ギターとピアノとは前半と同じリフを繰り返し演奏する。次第に音量を増した曲は、クライマックスの第三部に入る。12弦ギターによるファンファーレ風の序奏に導かれてペイジがギター・ソロを演奏し、続いてプラントが高音のシャウト。最後の4小節に至って曲は急激に速度を緩め、プラントの独唱で静かに結ばれる。
曲全体のおおまかな印象は「延々と続く繰り返し」であり、単一の要素を繰り返しながら次第に楽器数が増えてクライマックスに至る構成は、ラヴェルの「ボレロ」がそうであるように、広い意味での変奏曲に似た構成だと考えることができる。詳細に見るならば、
- 第一部と第二部とでは伴奏のパターンが異なる。しかしヴォーカルのメロディーが同一なので連続的に聞える。
- 第二部の前半と後半とではヴォーカルのメロディーが全く異なる。しかしギターとピアノとによる伴奏のパターンが同一なので連続的に聞える。
- 第三部はそれ以前の部分とは全く曲想が異なるが、第一部で提示された「Am/G | Fmaj7」または「C/G | Fmaj7」という2小節単位のコード・パターンが繰り返し用いられているため連続的に聞える。

というふうに、漫然と繰り返しているのではなく、曲の進行とともに新しい要素を導入しつつ一貫性を保つための工夫が為されている。
最後に速度を緩める直前まで、曲全体が大きなアッチェレランドで演奏されている（冒頭部では72BPM程度の速度であったものが、終結間際には100BPM近くにまで達している）。ペイジの証言によれば、これは自然にそうなったのではなく、意識的に行なったことであるという。

## 歌詞
プラントが、ヘッドリィ・グランジの暖炉の前で歌詞を書いたと伝えられる。
この歌詞は34行から成り、大部分が4行で1連を成している。ところどころで脚韻を踏む。冒頭部に「輝くもの全て黄金だと信じるladyが天国への階段を買おうとしている」と歌われており、このladyが全編を通じての主役であるかと思われるが、ほぼ1連ごとに歌詞の内容・視点が変り、全編を通じて一貫した内容があるかどうかの判断は難しい。ナンセンス詩の一種と考えることも可能である。
一貫した内容があるものとして解釈するなら、冒頭部から登場するladyであり、また中盤で「tune(調べ)」という単語が現れ、最終連で「懸命に耳を傾けるならあの調べはついに我々を訪れる」と歌われる。以上の点から「調べ」＝「音楽」こそが万物を黄金に変える力を持つのだ、と歌っているという解釈もある。また、これはレッド・ツェッペリンの結成過程を象徴的に歌っているのだという解釈や、資本主義への警鐘を歌っているという解釈、当時のベトナム戦争を象徴的に歌っているのだという解釈、ドラッグについて歌っている歌など、解釈は様々である。
なお、「『天国への階段』を逆回転で聴くと悪魔崇拝を勧めるメッセージが聞える」という風説があったが、レッド・ツェッペリンのメンバーは一様にこの風説に対して嫌悪感を表明している。アトランティック・レコードは、この風説に関して「当社が所有するレコードプレーヤーのターンテーブルは一方向にしか回転しない」とコメントした。

## 来源
冒頭のアルペジオは、アメリカのロック・グループ、Spiritが1968年に発表したインスト曲「Taurus」との類似を指摘されている。
また、歌詞は当時プラントが読んでいたLewis Spenceの『Magic Arts in Celtic Britain』から影響を受けており、この本から借りた語句が散見する。

## レコード
「天国への階段」は1971年11月、レッド・ツェッペリンの4枚目のアルバム（無題。以下便宜的に「レッド・ツェッペリン IV」と表記する）のA面4曲目（現在のCD版ではtrack-4）に収録されて発表された。まもなくこの曲はアメリカのFMラジオ局で最も頻繁にリクエストされる曲となり、アトランティック・レコードはこの曲をシングルとして発売するよう強い圧力をかけたが、ツェッペリン側は頑として応じなかった。『レッド・ツェッペリン IV』は1990年末までに総計1000万枚の売り上げを達成する大ロングセラーとなったが、このアルバムの売り上げに「天国への階段」が大きく寄与していることは疑いない。
なお演奏時間はLPレコード時代には7分59秒と表記されていたが、CD化されてからは「8分00秒」「8分02秒」等の表記が見られるようになり、一定していない。

## ステージ・パフォーマンス
ステージでの演奏は『レッド・ツェッペリン IV』の発売より早く、1971年3月5日、ベルファストのアルスター・ホールで初演（後にペイジは「あまりみんな（観客）はピンとこなかったみたい」と回想している）。以降、レッド・ツェッペリンの全公演で演奏された。同年の初来日公演でもレコード発売に先んじて披露されている。1975年以降の公演ではコンサートの結びの曲として演奏された。またレッド・ツェッペリン解散後も、1985年のライヴエイド、1988年のアトランティック・レコード40周年記念コンサート、2007年のロンドンはO2アリーナなど、一時的な再結成が行なわれた際に演奏されている。
ステージ演奏に当って、ペイジは有名なダブルネック・ギター（特注のギブソン・EDS-1275）を使用した。またジョーンズは初期にはハモンドオルガン、1972年後半からはメロトロン、1979年以降はヤマハ・GX-1でリコーダーのパートを演奏した。
公演年代ごとに少しずつ演奏が変化している。またプラントが曲の各処で即興の歌詞を挿入する中間部の「みんなは笑い声を覚えているかい？（Does anybody remember laughter?）」と観客に問いかけるものが有名である（映画「レッド・ツェッペリン狂熱のライヴ」等で確認できる）。

## 影響と評価
『ローリング・ストーン(Rolling Stone)』誌が選んだ「オールタイム・グレイテスト・ソング500」と「オールタイム・グレイテスト・ギター・ソングス100」に於いて、それぞれ31位と8位にランクイン。
冒頭部のギターによるアルペジオは、初心者でも比較的簡単に習得できるため、ディープ・パープルの「スモーク・オン・ザ・ウォーター」のリフと並んで誰もがコピーするほど有名になった。楽器店でギターの試し弾きをする際に頻繁に用いられるため、店員がすっかり食傷し、店によっては「天国への階段禁止」の掲示を出している（映画「ウェインズ・ワールド」には、これをネタにしたシーンがある）。
ロック界以外の音楽業界からも評価が高く、ベルリン・フィルハーモニー管弦楽団の終身指揮者でもあるクラシック界の巨匠ヘルベルト・フォン・カラヤンは「完璧」と絶賛していた。
プラントは、この曲の名声が自分の将来までをも拘束することを恐れているらしく、この曲に関して質問されても「あれは成り行きで出来た曲だ」「歌詞に深い意味なんかありはしない」等々そっけない答えしかしない。他方ペイジは「『天国への階段』はバンドのエッセンスを結晶させたものだ」と発言しており、ソロ活動中もしばしばインストゥルメンタル・アレンジでこの曲を披露している。
Bloomberg Businessweekによると、「天国への階段」は2008年までに推定5億6,200万ドル（約562億円・1ドル100円計算）の収益を上げたという。

## 盗作訴訟
2016年にアメリカのバンド「スピリット」のギタリスト、ランディ・カリフォルニアことランディ・クレイグ・ウルフ（故人）の遺産管財人のマイケル・スキッドモアにより、「天国の階段」のオープニングコードがスピリットの1968年の楽曲「Taurus」から盗まれたものだと主張し、著作権侵害で訴えられた。
2016年6月15日、ジミー・ペイジは本裁判に出廷し、無実を主張、同年6月23日に連邦地裁の陪審は「盗作には当たらない」との判断を下し、レッド・ツェッペリン側が勝訴した。
2018年9月28日、連邦巡回控訴裁判所の3人の裁判官は、下級裁判官が間違った陪審命令を出したと満場一致で裁定し裁判のやり直しを命じた。
2020年10月5日、上訴を受けた連邦最高裁判所は盗作ではないとの判断を示し、原告敗訴の判決が確定した。

## カヴァー
- ファー・コーポレーション（英語版） - アルバム『ディヴィジョン・ワン』（1985年）に収録。シングルとしてもリリースされて全英シングルチャートで8位を記録[13]。
- スタンリー・ジョーダン - アルバム『フライング・ホーム』（1988年）に収録[14]。
- フランク・ザッパ - 1988年のツアーで演奏した音源をライヴ・アルバム『ザ・ベスト・バンド』（1991年）に収録。
- ドレッド・ツェッペリン - 1991年のシングル。
- パット・ブーン - カヴァー・アルバム『In a Metal Mood: No More Mr. Nice Guy』（1997年）に収録[15]。
- ロドリーゴ・イ・ガブリエーラ - アルバム『激情ギターラ!』（2006年）に収録。シングル・カットされて、アイルランドのチャートでは39位に達した[16]。
- メアリー・J. ブライジ - アルバム『ストロンガー・ウィズ・イーチ・ティア』（2009年）のインターナショナル盤（日本盤のタイトルは『ストロンガー・ウィズ・イーチ・ティア〜続編』）に収録。
- 宗次郎 - アルバム『鳥の歌』（2011年）に収録[17]。